# Грейт-Санд-Дьюнс
Грейт-Санд-Дьюнс (англ. Great Sand Dunes National Park and Preserve, с англ. — «Великие песчаные дюны») — национальный парк и заповедник, расположенный на территории округов Аламоса и Савоч штата Колорадо (США).
Парк назван из-за массива песчаных дюн в данной местности.

## История
Национальный парк и заповедник Грейт-Санд-Дьюнс основан 13 сентября 2004 года, согласно Указу Президента США Билла Клинтона, путём реорганизации одноимённого национального монумента созданного 17 марта 1932 года.

## Описание
Национальный парк Грейт-Санд-Дьюнс расположен в западной части долины Сан-Луис. Кроме массива песчаных дюн парк также включает горную тундру, высотные пики (свыше 4000 м) хребта Сангре-де-Кристо, елевые и сосновые леса, крупные гайя осины и тополя, водно-болотные угодья. Одно из необычных мест парка — река Медано-Крик, которая граничит с восточной стороной песчаного массива и расположена у центра для посетителей. Медано-Крик из-за деятельности песка и ветра имеет постоянно меняющееся русло. На юго-востоке расположен водопад Сапата-Фолс высотой 9.1 м.
В отличие от 48 других национальных парков США, в Грейт-Санд-Дьюнс есть специально оснащённые места для охоты.
К парку можно добраться через ближайший город Аламоса неподалеку от которого расположен центр для посетителей. Аламоса расположен в несколько часах езды на автомобиле от Альбукерке, Нью-Мексико, Пуэбло. На севере по горному массиву примыкает заповедник дикой природы Сангре-де-Кристо, основанный в 1993 году площадью 893,56 км².